# Californische salamander
De Californische salamander (Taricha torosa) is een salamander uit de familie van de echte salamanders (Salamandridae). De wetenschappelijke naam werd gepubliceerd in 1833 door Martin Rathke. Oorspronkelijk werd de wetenschappelijke naam Triton torosa gebruikt.

## Uiterlijke kenmerken
Deze salamander heeft een slank, langgerekt lichaam met een ruwe, wrattige huid. Deze is op de rugzijde bruin of steenrood en van onderen oranje. De lichaamslengte bedraagt 12,5 tot 20 centimeter. Er zijn verschillende kleurvariaties, die samenhangen met een bepaald deel van het verspreidingsgebied.

## Leefwijze
Deze in hoofdzaak terrestrische soort beweegt zich voort door middel van golvende bewegingen van zijn lichaam. Overdag schuilt hij tussen vochtige vegetatie of boomwortels, ‘s nachts komt hij tevoorschijn om naar wormen, spinnen en andere ongewervelde dieren te zoeken. Ze worden beschermd door een toxische uitscheiding, die zowel de huid als het vlees giftig maakt.

## Voortplanting
In de paartijd migreren ze massaal naar plassen en beekjes. De mannetjes krijgen dan een gladde, slijmerige huid, zwarte kussentjes op de tenen en een verdikte cloaca. Een legsel bestaat meestal uit 4 tot 21 eieren, die worden afgezet onder stenen of op waterplanten, daartoe opgewekt door regenval. De eieren komen in het voorjaar uit; de larven hebben geen stadium in het water.

## Verspreiding en habitat
Deze soort is endemisch in het westen van de Verenigde Staten, meer specifiek in de staat Californië. De habitat bestaat uit sequoiabossen, grasland, bergen en heuvels.